# Feticismo

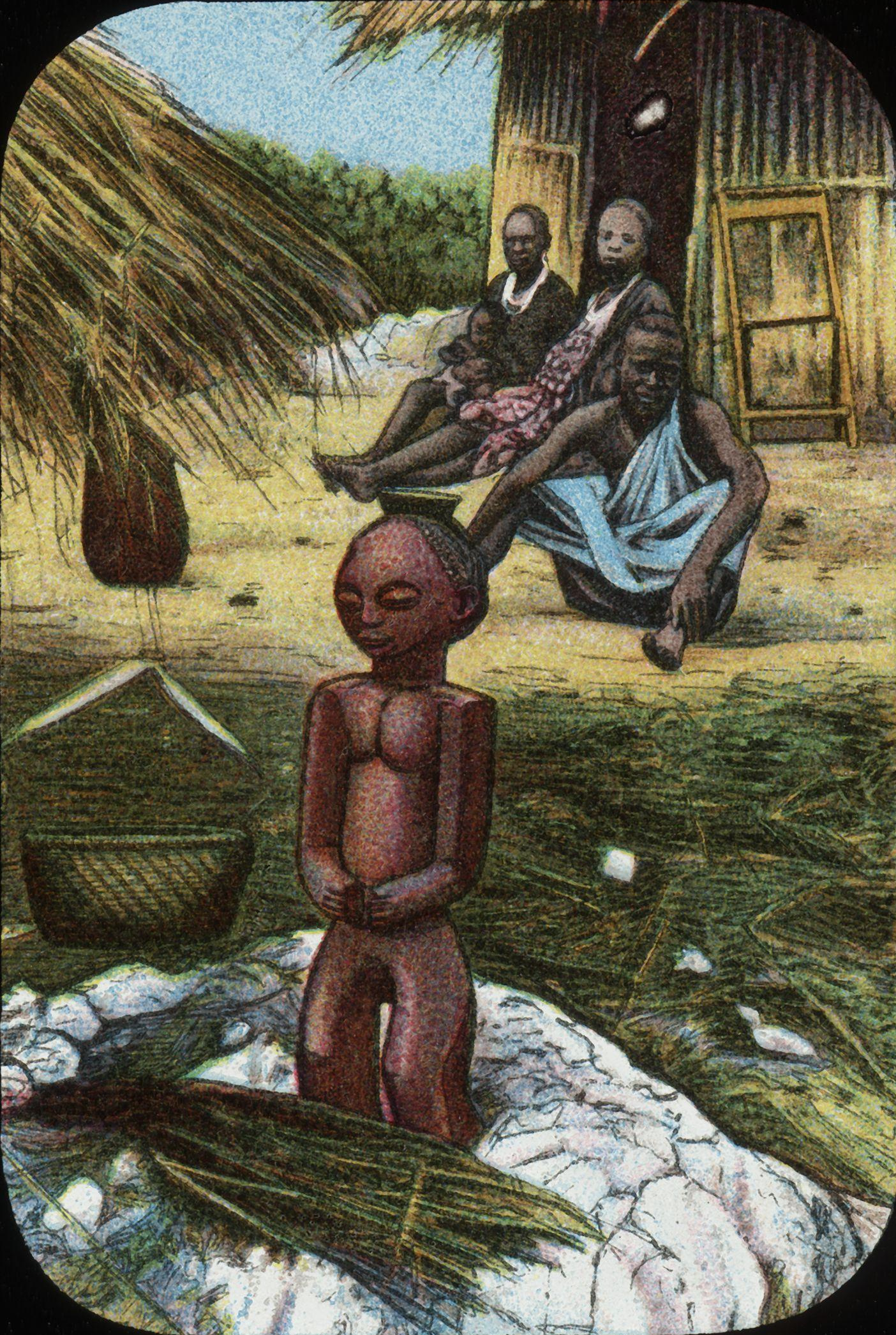
Rappresentazione di un feticcio in Sudafrica, London Missionary Society, 1900 circa.

Con feticismo, in etnologia si definisce una forma di religiosità che prevede l'adorazione di feticci, ovvero di oggetti (spesso manufatti antropomorfi o zoomorfi) ritenuti dotati di poteri magici.

## Storia
Il feticismo dagli antropologi evoluzionisti era ritenuto come uno degli stadi più primitivi della religiosità umana, ed era considerato una variante dell'animismo: in realtà si è visto in seguito come le due pratiche religiose si distinguano sotto numerosi aspetti.
Il termine fétichisme fu impiegato per la prima volta dal filosofo e linguista francese Charles de Brosses nel 1760.
Attualmente la definizione di "feticcio" viene usata in modo particolare per quegli oggetti considerati carichi di potenza sacra nell'ambito dei culti dei nativi dell'Africa occidentale.

## Altri significati
- Nel XIX secolo Karl Marx introdusse il concetto di feticismo della merce come importante componente del capitalismo. Tale concetto è ancora oggi centrale nel marxismo.

- In seguito Sigmund Freud (sulla scia di sessuologi del XIX secolo come Alfred Binet e Richard von Krafft-Ebing) usò il termine feticismo per descrivere una forma di parafilia dove la meta del desiderio è un oggetto inanimato o una parte specifica della persona; vedi feticismo (sessualità).